# Дворец Умястовских (Вильнюс)
Дворе́ц Умясто́вских (лит. Umiastovskių rūmai) — двухэтажный дворец второй половины XVIII века в стиле классицизма в Старом городе Вильнюса на перекрёстке улиц Траку и Пилимо (Trakų g. 2 / Pylimo 24). Является одной из достопримечательностей Вильнюса; памятник архитектуры местного значения (AtV 92), код 1109 в Регистре культурных ценностей Литовской Республики.

## История

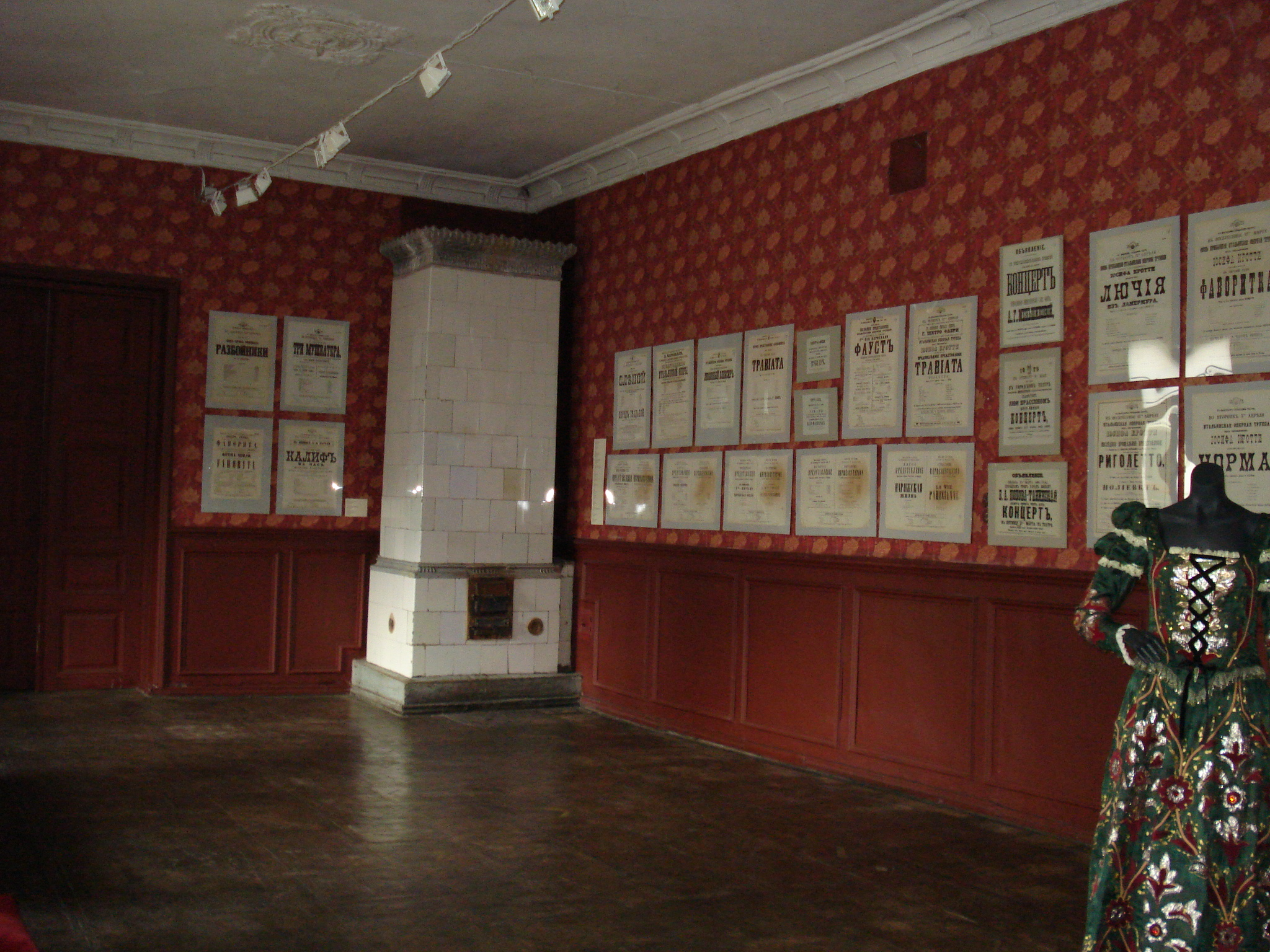
Выставка театральных афиш во дворце Умястовских

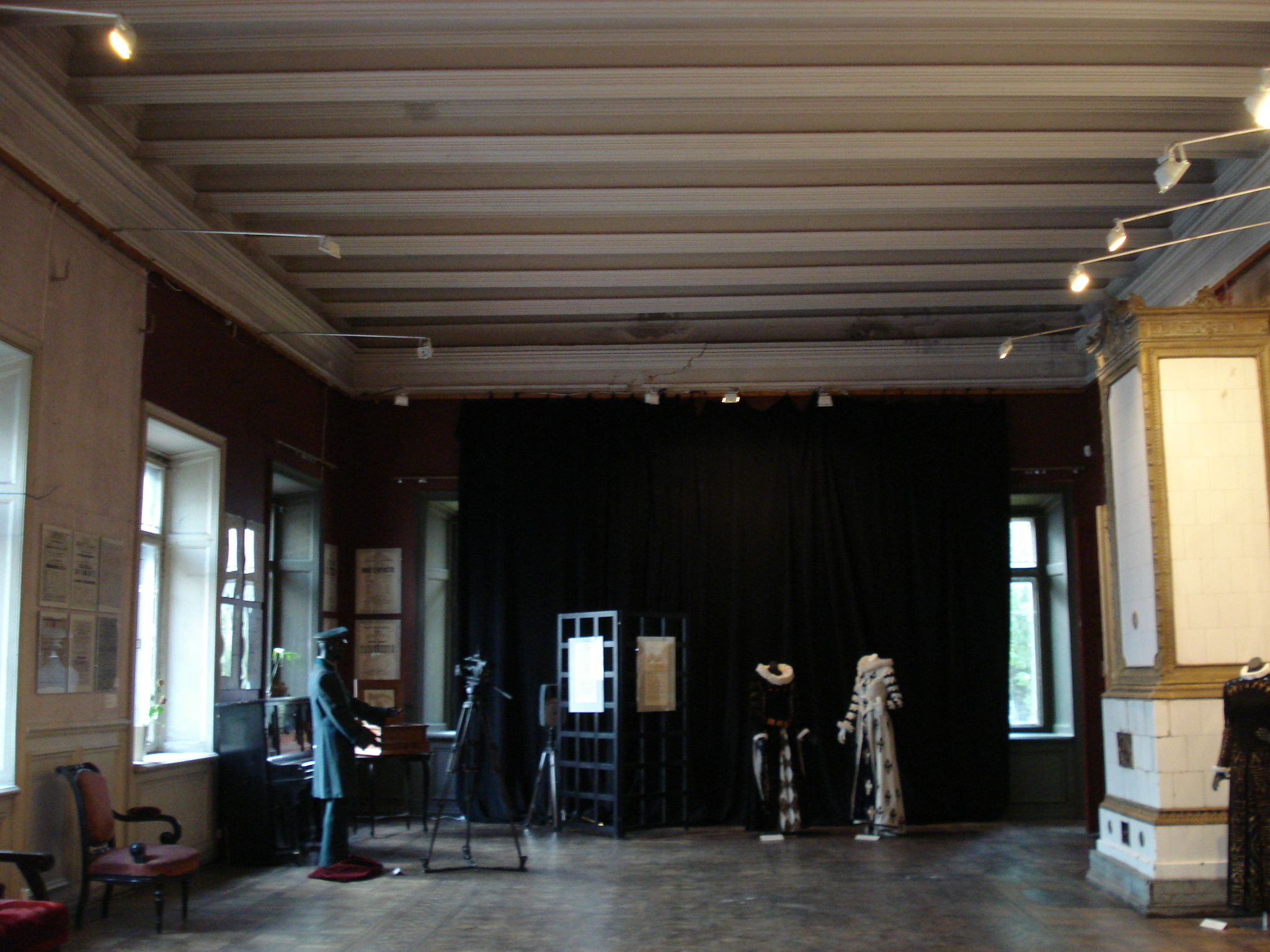
Выставка в бывшем дворце Умястовских

Предполагается, что в этом месте до середины XVIII века стояли деревянные дома. После пожара 1748 года здесь было возведено каменное здание. Зданием в 1757—1761 годах владел жемайтийский епископ Антоний Тышкевич, продавший его Фридриху Пернеру. После смены ряда владельцев участок земли с постройками приобрёл Бенедикт Инчик, после которого здание унаследовала его вдова Инчикова. В 1790 году в этом месте уже стоял двухэтажный дворец Инчиковой. К западу от него располагалась городская стена с Трокскими воротами. Инчиковой удалось получить в собственность часть городской стены, которая в начале XIX века разбиралась по распоряжению властей.
Позднее дворец принадлежал Лисовским. В середине XIX века дворец приобрёл Казимир Умястовский. Во второй половине XIX века дворец был реконструирован по российским образцовым проектам. В таком виде, почти без изменений, дворец сохранился до наших дней.
Владельцами дворца после смерти Казимира Умястовского были его вдова Юзефа Умястовская, затем сын, отставной штабс-ротмистр Владислав Умястовский. Умястовский был женат на графине Янине Остророг-Садовской. После его смерти (1905) в начале XX века дворец принадлежал Янине Умястовской. В своём дворце она устраивала балы и вечера, собиравшие по 400—500 участников. Во время Первой мировой войны хозяйка дворца устроила в нём военный лазарет на 80 человек. После войны Янина Умястовская вернулась из эвакуации в Вильно, найдя дворец разграбленным.
Дворец был отремонтирован и реставрирован. В нём была устроена часовня. В 1930 году во фронтон были вмурованы гербы Умястовских и Садовских, во внутреннем дворе сооружён большой балкон, в нише на углу Завальной и Троцкой установлена статуя покровителя Вильно святого Христофора.

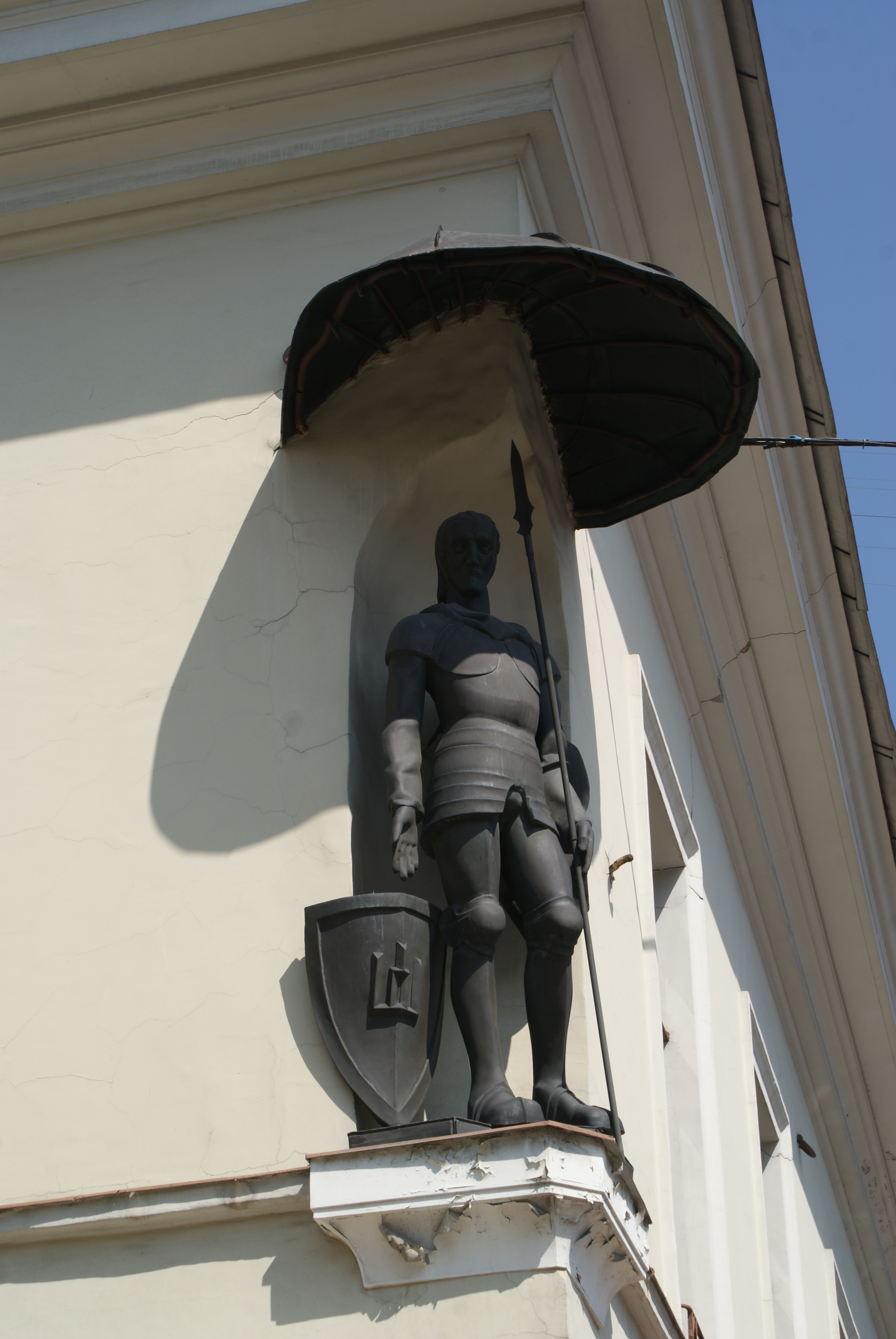
«Городской страж»

Перед Второй мировой войной Янина Умястовская в 1938 году выехала в Италию.
После Второй мировой войны с 1949 года во дворце Умястовских некоторое время действовал Вильнюсский краеведческий музей. Во дворце размещались также президиум центрального совета Общества охраны памятников и краеведения, Музей театра и музыки и другие учреждения, на первом этаже — швейное ателье «Рамуне»; часть здания и сейчас занимают жилые квартиры.
Музей театра и музыки (филиал Литовского художественного музея в здании дворца Умястовских работал с 1964 года; первая выставка была открыта в 1965 году.
В той нише на углу дома, в котором перед войной стояла статуя святого Христофора, в 1973 году была установлена скульптура Станисловаса Кузмы «Городской страж», изображающая стоящего рыцаря в латах с копьём.
В 1992 году подразделение Литовского художественного музея стало самостоятельным Музеем театра, музыки и кино. В 1996 году Музей театра, музыки и кино перешёл в отреставрированный малый дворец Радзивиллов на улице Вильняус (Vilniaus g. 41).

## Архитектура

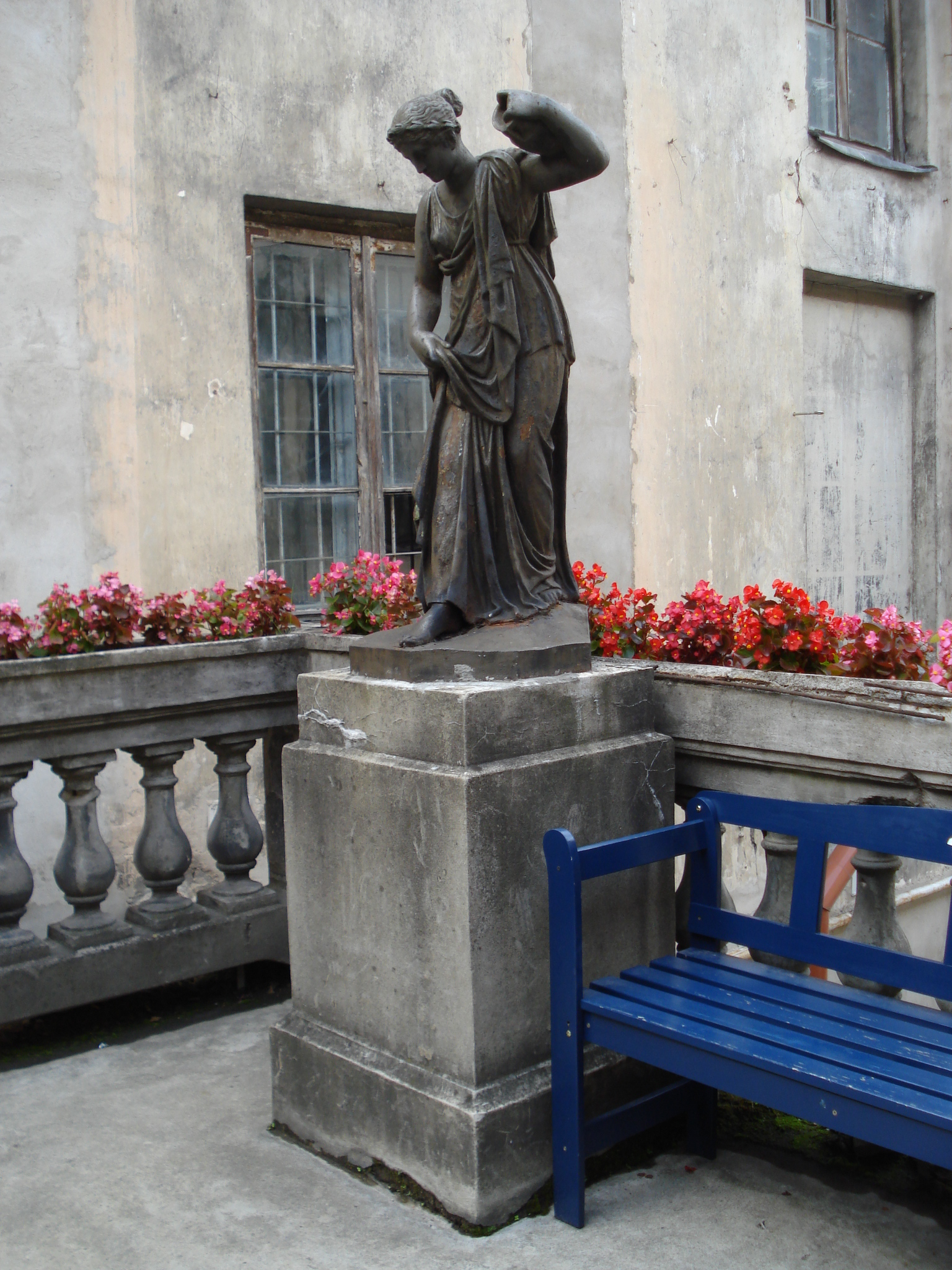
Статуя на балконе

Дворец двухэтажный второй половины XVIII века с фасадом, выдержанном в неоклассицистских формах. Такой вид дворец приобрёл после реконструкции, проведённой по российским образцовым проектам во второй половине XIX века. В 1909 и 1914 годах дворец ремонтировался: заменены деревянные полы, крыша покрыта черепицей, реставрированы внешние стены.
Здание дворца с трёх сторон окружает внутренний двор продолговатой формы.
Постройка кирпичная, покрытая штукатуркой. Стены цокольного этажа отделаны рустом. Главный южный фасад длиной 31,6 м выходит на улицу Траку. Его центральная часть акцентирована выступом с прямоугольным въездом, пилястрами второго этажа и треугольным фронтоном. В тимпане фронтона расположены два картуша с гербами Умястовских и Садовских. Во дворе с южной стороны фасада имеется большой балкон (8 х 8 метров), сооружённый в 1930 году, с балюстрадой и небольшой статуей женщины (автор неизвестен).